# Ricardo Pedriel Suárez
Ricardo Pedriel Suárez (* 19. Januar 1987 in Santa Cruz de la Sierra) ist ein bolivianischer Fußballspieler.

## Karriere

### Verein
Ricardo Pedriel startete seine Profi-Fußakarriere beim Club Jorge Wilstermann, wurde dort 2006 nationaler Meister und spielte anschließend in der Copa Sudamericana. Von dort wechselte er zur Saison 2008/09 zum rumänischen Spitzenklub Steaua Bukarest. Hier konnte er sich nicht behaupten und wurde in die zweite Auswahl von Steaua Bukarest degradiert.
Im Sommer 2009 holte ihn der türkische Zweitligist Giresunspor auf Leihbasis und einer Kaufoption. Bereits nach zur Winterpause machte Giresunspor von der Kaufoption gebrauch und band Ricardo Pedriel für eine Ablösesumme von 200.000 € an sich. Bei Giresunspor erlebte er auf Anhieb eine gute Zeit und schaffte es in die Stammformation. Ihm gelangen bis zum Saisonende in 27 Ligabegegnungen elf Tore.
Am 17. Januar 2010 gelangen ihm in einer Vorrundenbegegnung im Türkischen Fußballpokal gegen den Erstligisten Sivasspor gleich zwei Treffer. Nach dieser Begegnung wurde er mehrmals von den Scouts Sivasspors beobachtet. So holte man ihn zum Saisonende nach Sivas. Hier erkämpfte er sich binnen kürzester Zeit einen Platz in der Startelf. Mit seinem Vertragsende zum Sommer 2013 wurde seitens Sivasspor bekanntgegeben, dass man mit Pedriel keine Vertragsverlängerung unterschreiben werde.
Ab dem Frühjahr 2014 begann er für Club Bolívar zu spielen. Bereits zur neuen Saison kehrte er in die türkische Süper Lig zurück und heuerte beim Aufsteiger Mersin İdman Yurdu an. Im Sommer 2016 versuchte er den krisenerschütterten Verein nach dessen Abstieg zu verlassen. Am letzten Tag der Sommertransferperiode 2016 einigte er sich aber mit diesem doch um eine weitere Zusammenarbeit über eine Spielzeit.
Seit dem Sommer 2017 ist er nun wieder in seiner Heimat Bolivien aktiv und spielte seitdem für die Erstligisten Club Jorge Wilstermann, Club Blooming, Universitario de Sucre und aktuell steht er beim  Club Independiente Petrolero unter Vertrag.

### Nationalmannschaft
Von 2008 bis 2015 absolvierte der Stürmer insgesamt 20 Partien für die bolivianische A-Nationalmannschaft und erzielte dabei drei Treffer. In dieser Zeit nahm Pedriel mit der Auswahl 2011 sowie 2015 an der Copa América teil.

## Erfolge
- Bolivianischer Meister: 2006, 2018, 2019